# IC 664
IC 664 — галактика типу E-S0 (еліптична спіральна галактика) у сузір'ї Лев.
Цей об'єкт міститься в оригінальній редакції індексного каталогу.